# Charles G. Chaddock

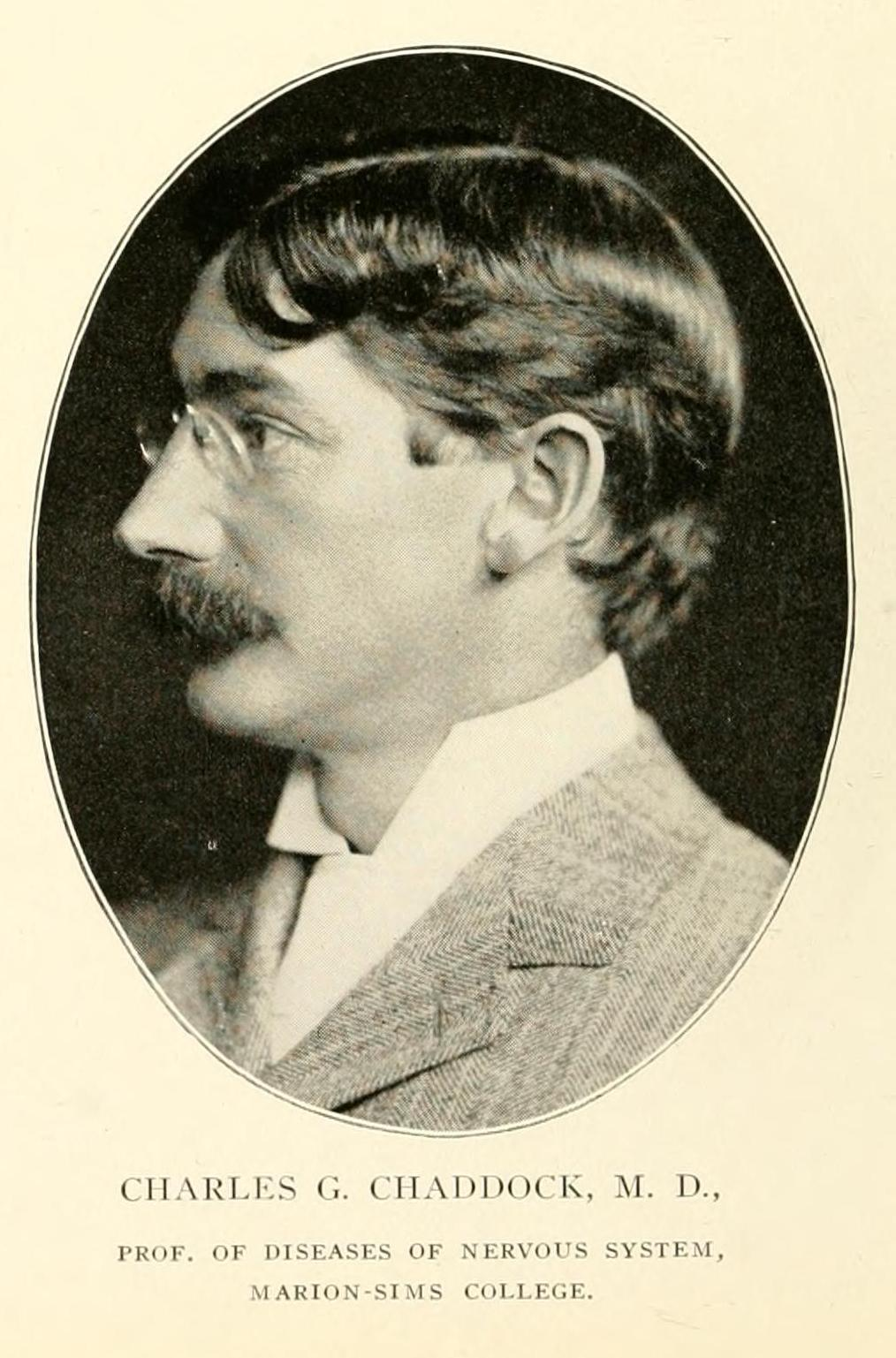
Charles G. Chaddock

Charles Gilbert Chaddock (* 14. November 1861 in Jonesville, Michigan; † 20. Juli 1936 in St. Louis, Missouri) war ein amerikanischer Neurologe und Psychiater.

## Leben
Der Sohn eines Arztes studierte bis 1885 am College of Medicine und Surgery der University of Michigan. Anschließend war er in Traverse City am Northern Michigan Asylum (später Traverse City State Hospital) tätig, unterbrochen von einem Studienaufenthalt 1888/1889 in München. 1892 wechselte Chaddock nach St. Louis, wo er Professor für Neurologie und Psychiatrie am Marion Sims-Beaumont College of Medicine wurde und an verschiedenen Krankenhäusern tätig war. Von 1897 bis 1899 hielt er sich als Assistent Joseph Babinskis in Paris auf, weitere Reisen nach Frankreich folgten. Auch Santiago Ramón y Cajal war er freundschaftlich verbunden.
Ab 1914 zog sich Chaddock – wahrscheinlich aufgrund zunehmender Hörminderung – von der klinischen Tätigkeit zurück.
Chaddock war ab 1890 mit Adelaide Gowans MacPherson († 1937) verheiratet.

## Wirken
Die Tätigkeit bei Babinski hatte bei Chaddock das Interesse an Pyramidenbahnzeichen wie dem Babinski-Reflex geweckt, die er zur Unterscheidung von neurologischen und psychiatrischen Erkrankungen nutzen wollte. Als „external malleolar sign“ beschrieb er 1911 das später als Chaddock-Reflex bezeichnete klinische Zeichen, eine Abwandlung des Babinski-Reflexes. Im Folgejahr beschrieb er ein ähnliches Zeichen („wrist sign“) der oberen Extremität.
Chaddock übersetzte verschiedene Schriften europäischer Neurologen und Psychiater ins Englische. Diese Übersetzungen umfassen Schriften Joseph Babinskis, Richard von Krafft-Ebings und Albert von Schrenck-Notzings. Als Übersetzer des Werkes Psychopathia sexualis von Krafft-Ebing führte Chaddock möglicherweise den Begriff „homosexuality“ („Homosexualität“) in die englische Sprache ein.

## Schriften (Auswahl)
- Sexual crimes. In: Hamilton, Godkin (Hrsg.): System of legal medicine. E. B. Treat, New York 1900. (Digitalisierte Fassung)
- Mental perversion of the sexual instinct. In: Peterson, Haine (Hrsg.): Text-book of legal medicine. W. B. Saunders, Philadelphia 1903. (Digitalisierte Fassung)
- Impotence and sterility. In: Peterson, Haine (Hrsg.): Text-book of legal medicine. W. B. Saunders, Philadelphia 1903. (Digitalisierte Fassung)
- Outline of psychiatry. Commercial Printing Company, St. Louis 1904. (Digitalisierte Fassung)
- An explanation of the external malleolar sign made with a view to incite stuy of it to determine its place in semiology. In: Journal of the Missouri State Medical Association. 1911, S. 138–144.
- A Preliminary Communication Concerning a New Diagnostic Nervous Sign. In: Interstate Medical Journal. 1911, S. 742–746. (Digitalisierte Fassung)
- The external mallolar sign. In: Interstate Medical Journal. 1911, S. 1026–1038. (Digitalisierte Fassung)
- A new reflex phenomenon in the hand: the wrist-sign. In: Interstate Medical Journal. 1912, S. 127–131. (Digitalisierte Fassung)

## Übersetzungen
- An experimental study in the domain of hypotism. Putnam, New York 1889. Übersetzung von Richard von Krafft-Ebing: Hypnotische Experimente. (Digitalisierte Fassung)
- Psychopathia sexualis; with especial reference to contrary sexual instincts; a medicolegal study. F. A. Davis and Company, Philadelphia 1892. Übersetzung von Richard von Krafft-Ebing: Psychopathia sexualis. (Digitalisierte Fassung)
- Therapeutic suggestion in psychopathie sexualis (pathological manifestations of the sexual sense) with especial reference to contrary sexual instinct. F. A. Davis, Philadelphia 1895. Übersetzung Albert von Schrenck-Notzings (Digitalisierte Fassung)
- Textbook of insanity F. A. Davis, Philadelphia 1904. Übersetzung Richard von Krafft-Ebings
- J. Babinski’s differential diagnosis of organic hemiplegia and hysterical hemiplegia. In: Interstate Medical Journal. 1905, S. 1–23. (Digitalisierte Fassung)
- J. Babinski’s “Tendon reflexes and bone reflexes.” In: Interstate Medical Journal. 1914, S. 75–84, 178–185, 585–594 und 695–704.